# 261 км (зупинний пункт, Одеська залізниця)
261 км — пасажирський зупинний пункт Знам'янської дирекції Одеської залізниці на лінії Помічна — Чорноліська між станцією Шостаківка та зупинним пунктом Мар'янівка. Поруч пролягає автошлях М12E50.

## Пасажирське сполучення
На зупинному пункті 261 км зупиняються приміські потяги у напрямку Помічної та Знам'янки.